# Acolastus rubiginosus
Acolastus rubiginosus es un coleóptero de la familia Chrysomelidae.
Fue descrita científicamente por primera vez en 1860 por Suffrian.